# Saskia Rosendahl
Saskia-Sophie Rosendahl (Halle (Saale), 9 luglio 1993) è un'attrice tedesca.

## Filmografia parziale

### Cinema
- Lore, regia di Cate Shortland (2012)
- Für Elise, regia di Wolfgang Dinslage (2012)
- Zum Geburtstag, regia di Denis Dercourt (2013)
- Der Geschmack von Apfelkernen, regia di Vivian Naefe (2013)
- Wir sind jung. Wir sind stark., regia di Burhan Qurbani (2014)
- Wild, regia di Nicolette Krebitz (2016)
- Nirgendwo, regia di Matthias Starte (2016)
- Le distanze (Les distàncies), regia di Elena Trapé (2018)
- Opera senza autore (Werk ohne Autor), regia di Florian Henckel von Donnersmarck (2018)
- Millennium - Quello che non uccide (The Girl in the Spider's Web), regia di Fede Alvarez (2018)
- Prélude, regia di Sabrina Sarabi (2019)
- Mein Ende. Dein Anfang., regia di Mariko Minoguchi (2019)
- Lindenberg! Mach dein Ding, regia di Hermine Huntgeburth (2020)
- Fabian - Going to the Dogs (Fabian oder Der Gang vor die Hunde), regia di Dominik Graf (2021)
- Niemand ist bei den Kälbern, regia di Sabrina Sarabi (2021)
- Sterben, regia di Matthias Glasner (2024)

### Televisione
- Kästner und der kleine Dienstag – film TV (2016)
- Squadra speciale Lipsia – serie TV, episodio 15x11 (2014)
- Il bersaglio della vendetta (Die Lebenden und die Toten) – miniserie TV, 2 episodi (2017)
- The Vanishing (Das Verschwinden) - miniserie TV, 4 episodi (2017)
- Weissensee – serie TV, 9 episodi (2015-2018)
- Babylon Berlin – serie TV, 24 episodi (2019-2022)
- Tatort – serie TV, 1 episodio (2019)
- Una linea sottile - A Thin Line (A Thin Line) – serie TV, 6 episodi (2023)

## Premi
- Berlin International Film Festival
  - 2013: "EFP Shooting Star Germany"
- Film Critics Circle of Australia Awards
  - 2013: "Best Performance by a Young Actor" (Lore)
- Locarno International Film Festival
  - 2021: "Filmmakers of the Present" (Niemand ist bei den Kälbern)
- Stockholm Film Festival
  - 2012: "Aluminum Horse - Best Actress" (Lore)
- German Film Critics Association Awards
  - 2023: "Beste Darstellerin" (Niemand ist bei den Kälbern)
- Australian Film Critics Association Awards
  - 2013: "Best Actress" (Lore)
- Guenter Rohrbach Filmpreis
  - 2021: "Preis des Saarlaendischen Rundfunks - Besondere Leistung als Jungdarstellerin" (Fabian - Going to the Dogs)
- Australian Academy of Cinema and Television Arts (AACTA) Awards
  - 2013: "Best Young Actor" (Lore)